# Waterkanon (brandweer)

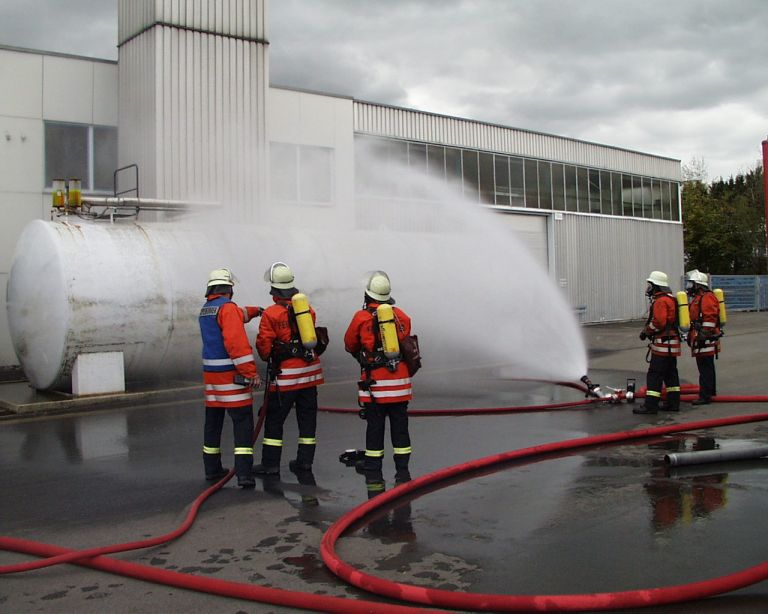
Een klein straatwaterkanon in actie tijdens het koelen van een tank (oefening)

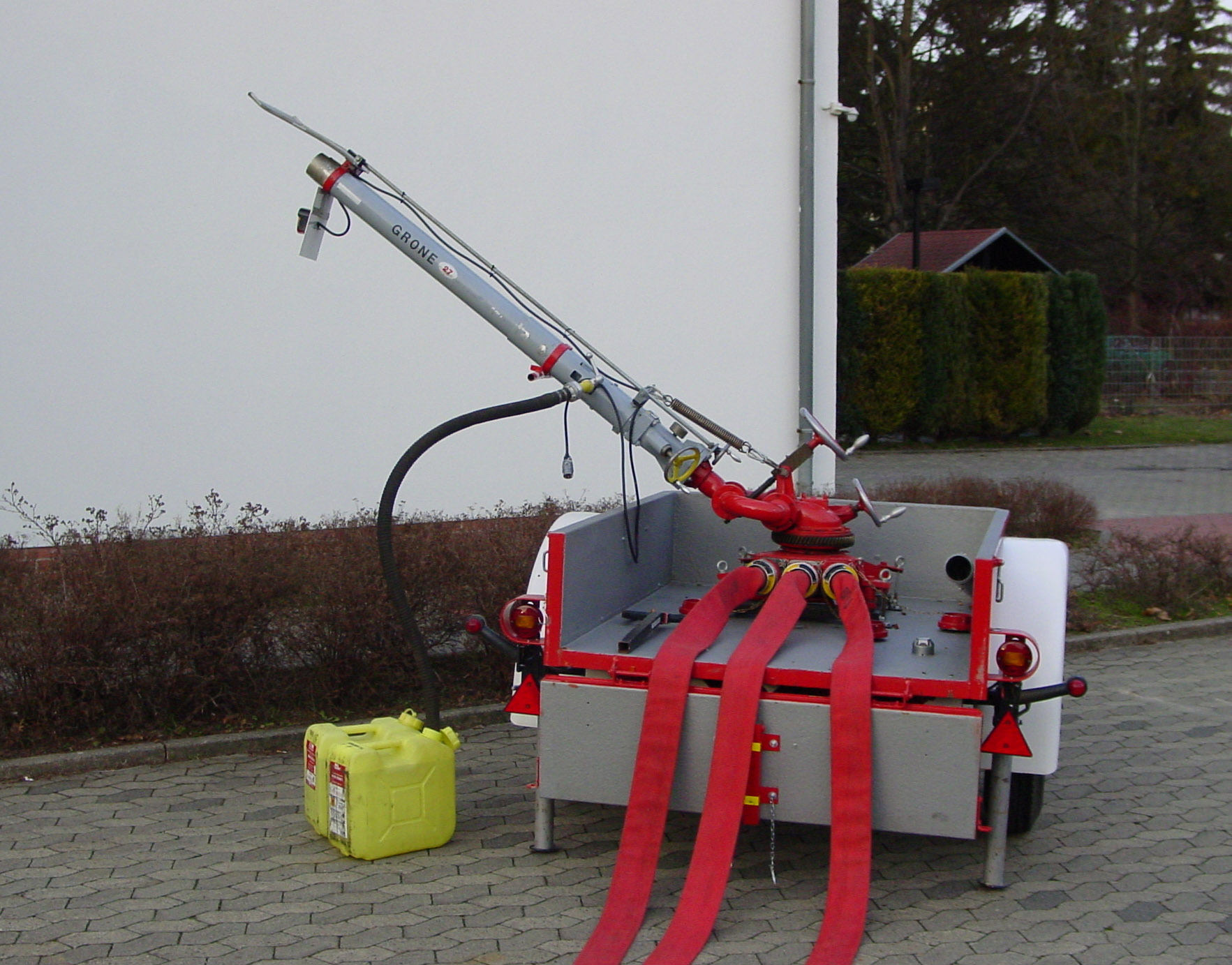
Op een aanhanger gemonteerd waterkanon met schuim-aansluiting

Een waterkanon is een hulpmiddel dat door de brandweer ingezet wordt om een grote hoeveelheid water over relatief grote afstand te spuiten. 

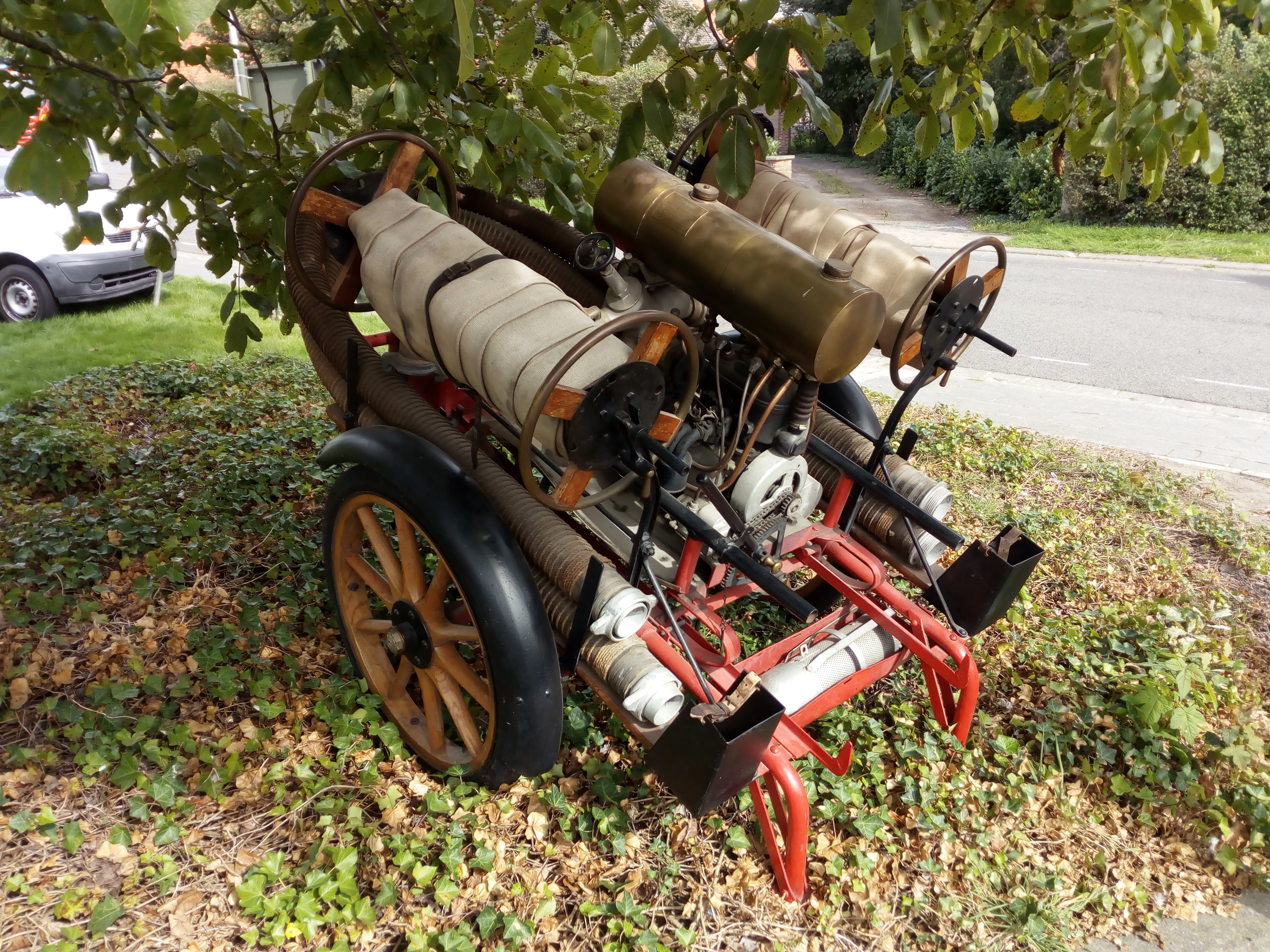
Historisch waterkanon (Hooglede)

Een waterkanon wordt meestal ingezet voor het koelen van naast een brandhaard gelegen eigendommen of tanks, bij grote, langdurige, brandhaarden of op plaatsen waar langdurig verblijf van brandweermensen ongewenst is in verband met hitte of andere gevaren.
Veel waterkanonnen hebben ook de mogelijkheid om het water te vernevelen waardoor een waterscherm ontstaat. Dit wordt gebruikt om te voorkomen dat de hitte van een brand andere objecten aanstraalt of om een relatief koele werkplek voor brandweermensen te creëren.
Er zijn verschillende typen waterkanon te onderscheiden:
- Straatwaterkanon, standaard aanwezig op elke tankautospuit, een losse eenheid die in principe overal geplaatst kan worden.
- Oscillerend straatwaterkanon, een straatwaterkanon waarvan de straalpijp heen en weer kan worden gedraaid door menskracht of door waterkracht en kan een groter gebied bestrijken.
- Monitor, een waterkanon dat vast op een voertuig, vaartuig of object bevestigd is.

Een straatwaterkanon wordt vaak gevoed door een tankautospuit en heeft in de meeste gevallen een capaciteit tussen 1200 en 2000 liter per minuut al zijn hogere capaciteiten ook goed mogelijk. Een monitor op een object kan door een aanwezige brandblusinstallatie gevoed worden of door een tankautospuit of andere mobiele pompinstallatie.